# St. Germain (músico)
St. Germain é o nome artístico de Ludovic Navarre, um músico francês. Seu estilo tem sido descrito como sendo uma combinação de house e música nu jazz.

## Carreira
O primeiro álbum de Navarre Boulevard foi lançado em Julho de 1995 e já vendeu mais de 350.000 cópias em todo mundo. Nos Estados Unidos estréia, Tourist, foi lançado em 2000 e vendeu 300.000 cópias nos USA e 4 milhões de cópias no mundo inteiro. Bob Marley, Toots & the Maytals, Miles Davis e Kool and the Gang estão entre as primeiras influências de Ludovic. Ele compôs o seu primeiro trabalho sob o nome Sub System com o amigo Guy Rabiller. Ele lançou vários EP com outros pseudônimos, entre eles Deepside, LN'S, Modus Vivendi, Nuages e Soofle.

## Discografia

### Álbuns
- 1995 Boulevard
- 1999 From Detroit to St. Germain, como Ludovic Navarre
- 2000 Tourist

### Singles/EPs
St. Germain
- 1993 "French Traxx EP"
- 1993 "Motherland EP"
- 1994 "Mezzotinto EP"
- 1995 "Alabama Blues"
- 1996 "Muse Q The Music" (com Shazz e Derek Bays)
- 1996 "Alabama Blues (Revisited)"
- 2000 "Sure Thing"
- 2000 "Rose Rouge"
- 2001 "Sure Thing Revisited"
- 2001 "Rose Rouge Revisited"
- 2001 "So Flute"
- 2002 "Chaos"
- 2004 "Mezzotinto EP" (re-release)

Deepside/D.S.
- 1992 "Seclude EP" (com Guy Rabiller)
- 1992 "Deepside EP" (com Guy Rabiller)
- 1993 "Tolérance EP"
- 1994 "Volume 1 & 2", como D.S.

Sub System
Todo produzido com Guy Rabiller
- 1991 "Subhouse", como Sub System (com Guy Rabiller)
- 1991 "J'Ai Peur", como Sub System (com Guy Rabiller)
- 1991 "III", como Sub System (com Guy Rabiller)

Outros pseudônimos
- 1993 "Nouveau EP", como Soofle (com Shazz)
- 1993 "Paris EP", como Choice (com Shazz e Laurent Garnier)
- 1993 "Modus Vivendi", como Modus Vivendi
- 1993 "Inferno EP", como LN'S (com Shazz)
- 1993 "The Ripost EP", como Deep Contest (com DJ Deep)
- 1994 "Burning Trash Floor", como Hexagone
- 1994 "Blanc EP", como Nuages (com Shazz)
- 1997 "Paris EP" (re-release), como Choice (com Shazz e Laurent Garnier)

(Co-)A produção para outros artitas
- 1993 Orange - "Quarter EP"
- 1993 Shazz - "Lost Illusions"
- 1993 Laurent Garnier - "A Bout de Souffle EP"
- 1994 Shazz - "A View of Manhattan..."
- 1996 DJ Deep - "Signature"
- 2003 Soel - Memento

## Remixes
- 1993 Aurora Borealis - "Aurora Borealis"
- 1993 Suburban Knight - "The Art of Stalking"
- 1994 Shazz - "Marathon Man"
- 1994 Red Nail feat. Noni - "Never"
- 1994 Kid Bravo - "Catch My Soul"
- 1995 Björk - "Isobel"
- 1997 Pierre Henry & Michel Colombier - "Jericho Jerk"
- 1999 Boy Gé Mendes - "Cumba Iétu"

Nota: St. Germain não é associado com o Saint-Germain-des-Prés série de álbuns Café.